# ثقافة بنغلاديش

## الثقافة

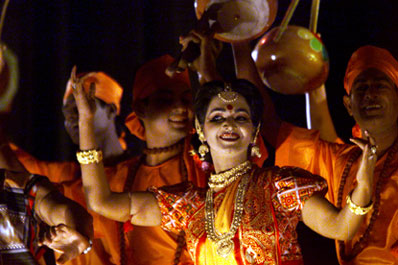
فنانات استعراضيات من بنغلاديش تؤدين رقصة تقليدية

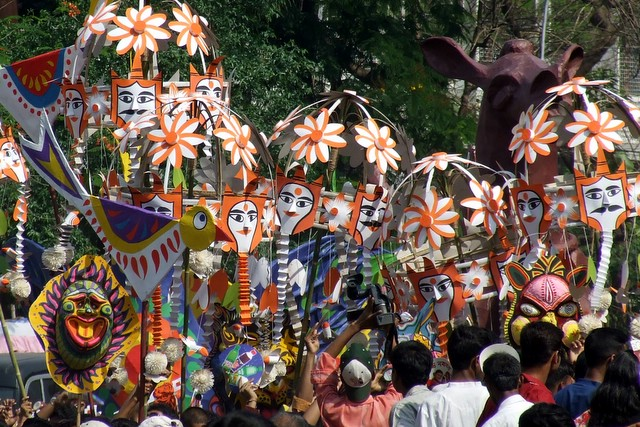
احتفالات رأس السنة البنغالية الجديدة في داكا

### اللغة الرسمية
تتميز مظاهر الثقافة في بنغلاديش بالجمع بين القديم والحديث ويعكس التاريخ الطويل لتلك المنطقة. تفتخر اللغة البنغالية بتراث تاريخي غني تشترك فيه بنغلاديش مع الولاية الهندية في البنغال الغربية. تُعد Charyapada أول النصوص الأدبية التي ظهرت في بنغلاديش في القرن الثامن الميلادي.

### الادب
كان الأدب البنغالي في القرون الوسطى يتناول في الغالب إما الموضوعات الدينية (مثل، Chandidas) أو مقتبس من لغات أخرى (مثل، Alaol). وصل الأدب البنغالي إلى قمة تعبيره عن المشاعر في القرن التاسع عشر عن طريق شعراء عظماء، مثل رابندراناث طاغور وكازي نازرول إسلام. تمتلك بنغلاديش أيضًا تاريخًا طويلاً من الأدب الشعبي، على سبيل المثال مجموعة الأغاني الشعبية Maimansingha Gitika و مجموعة القصص الشعبية Thakurmar Jhuli ومجموعة القصص المرتبطة بجوبال بهار (وهو مهرج أسطوري كان يعمل في البلاط الملكي البنغالي في العصور الوسطى وكانت تتميز قصصه بالحكمة) .

### المطبخ
ترتبط تقاليد الطهي في بنغلاديش ارتباطًا شديدًا بأسلوب الطهي الهندي وفن الطهي في دول الشرق الأوسط بالإضافة إلى أن له مميزاته الفريدة. يُعد الأرز والكاري من الأطعمة التقليدية المفضلة في بنغلاديش. يقوم أيضًا أهل بنغلاديش بصناعة الحلوى من منتجات الألبان ومن الحلويات الشائعة هناك الروشوجولا و الشومشوم و الكالوجام.

### الأزياء
إن الساري أكثر الأزياء شعبيةً التي ترتديها النساء في بنغلاديش. تُعرف مدينة داكا بإنتاجها لزي الساري من الأنسجة القطنية من جامداني. هذا بالإضافة إلى أن قميص سلوار مشهور أيضًا وفي بعض المدن ترتدي بعض النساء الملابس الغربية المزخرفة. ينتشر ارتداء الملابس الغربية لدى الرجال أكثر من النساء. يرتدي الرجال أيضًا الكورتا بيجاما غالبًا في المناسبات الدينية واللونجي وهو عبارة عن قميص طويل.

### الأعياد و العطلات الرسمية
إن عيدي الفطر والأضحى هما أكبر احتفالين في التقويم الإسلامي في بنغلاديش. تسمى وقفة عيد الفطر بليلة القمر وغالبًا ما يتم الاحتفال بها بالألعاب النارية. هذا بالإضافة إلى الاحتفال بأعياد إسلامية أخرى.  في حين أن الأعياد الهندوسية المهمة في بنغلاديش هي دورجا بوجا وكالي بوجا وسارسواتي بوجا.  يعد احتفال بوذا بورنيما الذي يشير إلى ميلاد جوتاما بوذا من أكبر الاحتفالات البوذية في بنغلاديش، بينما يحتفل بأعياد الكريسماس الأقلية المسيحية في بنغلاديش.  يعتبر الاحتفال برأس السنة البنغالية الجديدة ويسمى باهيلا بيشاك أحد أهم الاحتفالات في بنغلاديش.  توجد احتفالات أخرى في بنغلاديش، مثل احتفال نوبانو واحتفال باوش وطقوس الأعياد القومية، مثل شهيد ديبوش.

### الرياضة
في الوقت الذي تعتبر فيه رياضة الكبادي (نوع من المصارعة) هي اللعبة الوطنية في بنغلاديش، فإن كرة القدم والكريكيت أكثر شعبية منها حيث يعتبر الكريكيت اللعبة الشعبية الأولى في بنغلاديش ويتبعها في الترتيب كرة القدم. فاز فريق الكريكيت البنغلاديشي بكأس الاتحاد الدولي للكريكيت في عام 1997 ضد منتخب كينيا مما أهل المنتخب للانتقال إلى بطولة كأس العالم للكريكيت عام 1999. في المشاركة الأولى للمنتخب البنغلاديشي في كأس العالم فاز على منتخب باكستان في الجولة الأولى. في عام 2000، تم منح فريق الكريكيت البنغلاديشي اختبارات إضافية في اللعبة وكان قادرا على اللعب مع منتخبات أخرى. في أحيان كثيرة فاز منتخب الكريكيت البنغلاديشي على منتخب أستراليا ونيوزيلندا وسيريلانكا وباكستان والأكثر أهمية أنه حقق الفوز على منتخبي جنوب إفريقيا والهند في كأس العالم للكريكيت عام 2007. تتضمن الألعاب الشعبية الأخرى في بنغلاديش الهوكي والتنس وتنس الريشة وكرة اليد والكرة الطائرة والشطرنج وألعاب كيرم والكبادي التي تعتبر الرياضة الوطنية في بنغلاديش. ينظم المجلس الرياضي البنغلاديشي شئون حوالي تسعة وعشرين اتحادًا رياضيًا.